# Jaguarão
Jaguarão là một đô thị thuộc bang Rio Grande do Sul, Brasil. Đô thị này có diện tích 2054,39 km², dân số năm 2007 là 27944 người, mật độ 13,6 người/km².